# یانگچنگ
یانگچنگ (به لاتین: Yuncheng) یک شهر مرکزی در جمهوری خلق چین است که در شانشی واقع شده‌است.

## خصوصیات
یانگچنگ ۱۴٬۱۸۳ کیلومترمربع مساحت و ۵٬۱۳۴٬۷۷۹ نفر جمعیت دارد و ۳۷۰ متر بالاتر از سطح دریا واقع شده‌است.